# Les Très Riches Heures du duc de Berry

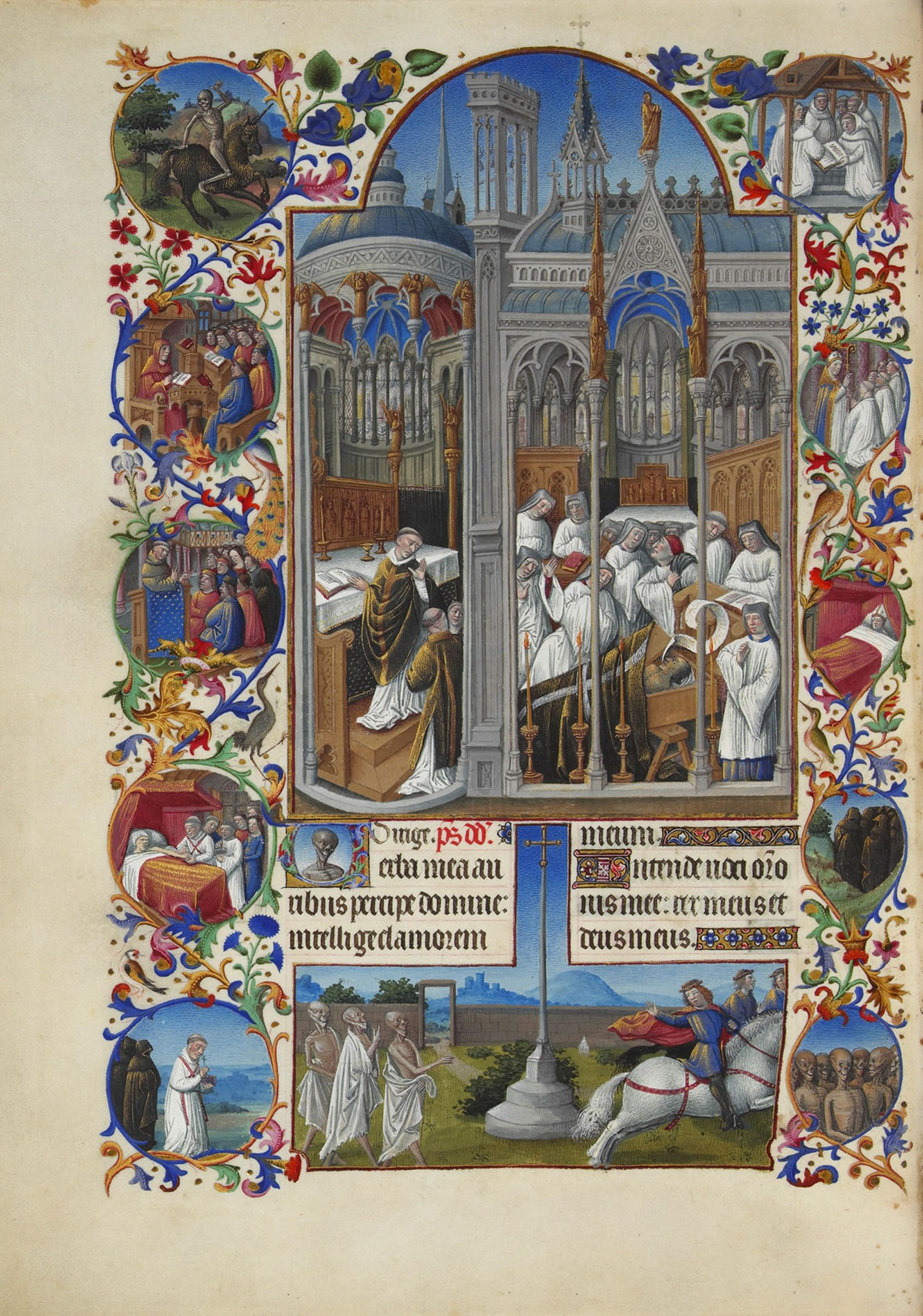
Très riches heures du Duc de Berry: miniatura dei funerali di Raymond Diocrès

Les Très Riches Heures du duc de Berry è un codice miniato risalente agli anni 1412-1416, capolavoro dei Fratelli Limbourg e della pittura franco-fiamminga del XV secolo in generale. Si tratta di un libro d'ore commissionato dal duca Jean de Berry e conservato oggi al Musée Condé di Chantilly.
Non va confuso con le Très Belles Heures du Jean de Berry.

## Descrizione
Il manoscritto, come ogni libro d'ore, consta di una parte destinata ai salmi e alle preghiere e di un'altra, quella a cui i Limbourg devono gran parte della loro celebrità, contenente la serie dei mesi: dodici miniature a tutta pagina (14 × 22 cm) accompagnate dal relativo calendario. In ogni foglio, sotto una lunetta dedicata ai segni zodiacali del mese, sono illustrati immensi e luminosi paesaggi in cui figure nobiliari s'occupano negli svaghi cortesi (scene per lo più riferite alla corte del committente) o contadini eseguono le attività agricole stagionali, mentre in lontananza svettano le guglie di una residenza o di un castello del duca di Berry.
I Limbourg divennero famosi grazie a tale lavoro, ma ne illustrarono solo la prima parte: infatti il manoscritto rimase interrotto a causa della prematura morte dei tre e del duca di Berry nel 1416, mentre le restanti miniature sarebbero state aggiunte circa settant'anni più tardi da Jean Colombe di Bourges, tra il 1485 e il 1489, su commissione di Carlo I di Savoia.

## Stile
Perfettamente conservate, le miniature dei Mesi possiedono un'incredibile freschezza narrativa e denunciano una libertà compositiva fino ad allora inedita nei codici miniati. I colori sono vividi e luminosi e l'oro è reso a profusione negli ornamenti delle vesti dei nobili e nelle decorazioni degli sfondi. Nei mesi dell'anno raggiunsero in ciascuna dei magnifici paesaggi con una dilatazione spaziale mai vista prima, grazie anche all'uso di linee di forza diagonali e di delicate sfumature atmosferiche di profondità. Le figure spesso appaiono estranee allo sfondo o semplicemente giustapposte ad esso, creando una raffigurazione di favola, dove i personaggi si muovono come in un balletto.
I fratelli Limbourg riuscirono a fondere un minuzioso naturalismo a un raffinato formalismo lineare che andava divenendo in quegli anni carattere distintivo del gotico internazionale. Tutta la rappresentazione è infatti unificata da alcuni elementi stilistici comuni: le proporzioni esili, i contorni dalle linee sinuose e ritmate, i colori tenui e raffinati. I singoli fenomeni non venivano più rappresentati isolati nella loro specificità, ma andavano a concorrere nella pagina a formare una scena più ampia, che ricreasse una visione il più possibile globale e realistica. Tantissimi i virtuosismi, da quelli nella resa dei materiali ai più suggestivi effetti di luce.
Le figure sono trattate diversamente a seconda se si tratti di aristocratici o di contadini: le prime risultano elegantemente allungate e irrigidite in pose di idealizzazione cortese, mentre le seconde si mostrano più vivaci, libere e variamente disposte, talvolta a creare dei quadretti di genere che illustrano le più disparate scenette. L'approccio diversificato rivela il duplice gusto, naturalistico e spontaneo per i soggetti “bassi” e formalmente composto per quelli elevati, tipico del gotico internazionale. Pur convivendo in un'atmosfera fiabesca e irreale ― si notino i cieli azzurri e tersi, le praterie verdeggianti che recedono senza fratture, le fitte foreste da cui emergono castelli da sogno ―, le attitudini dei personaggi e la cura gelosa della verità nei suoi minimi aspetti, rendono queste miniature più spontanee, ma insieme raffinate, di qualunque altro codice coevo.
A tale risultato di estrema preziosità va senza dubbio ricondotta la passione del committente per i manufatti lussuosi; è inoltre molto probabile che i Limbourg ebbero l'opportunità di prendere spunto dalle opere d'arte della collezione del duca e di ricevere dallo stesso una partecipazione attiva e illuminata durante l'elaborazione del codice. All'interno del manoscritto sono risultate evidenti numerose derivazioni dalla miniatura lombarda (si pensi ai Taccuini di Giovannino de' Grassi), dalla pittura senese e perfino da quella giottesca, tanto che si è arrivati a supporre di un viaggio di Pol in Italia.

## I mesi

### Gennaio

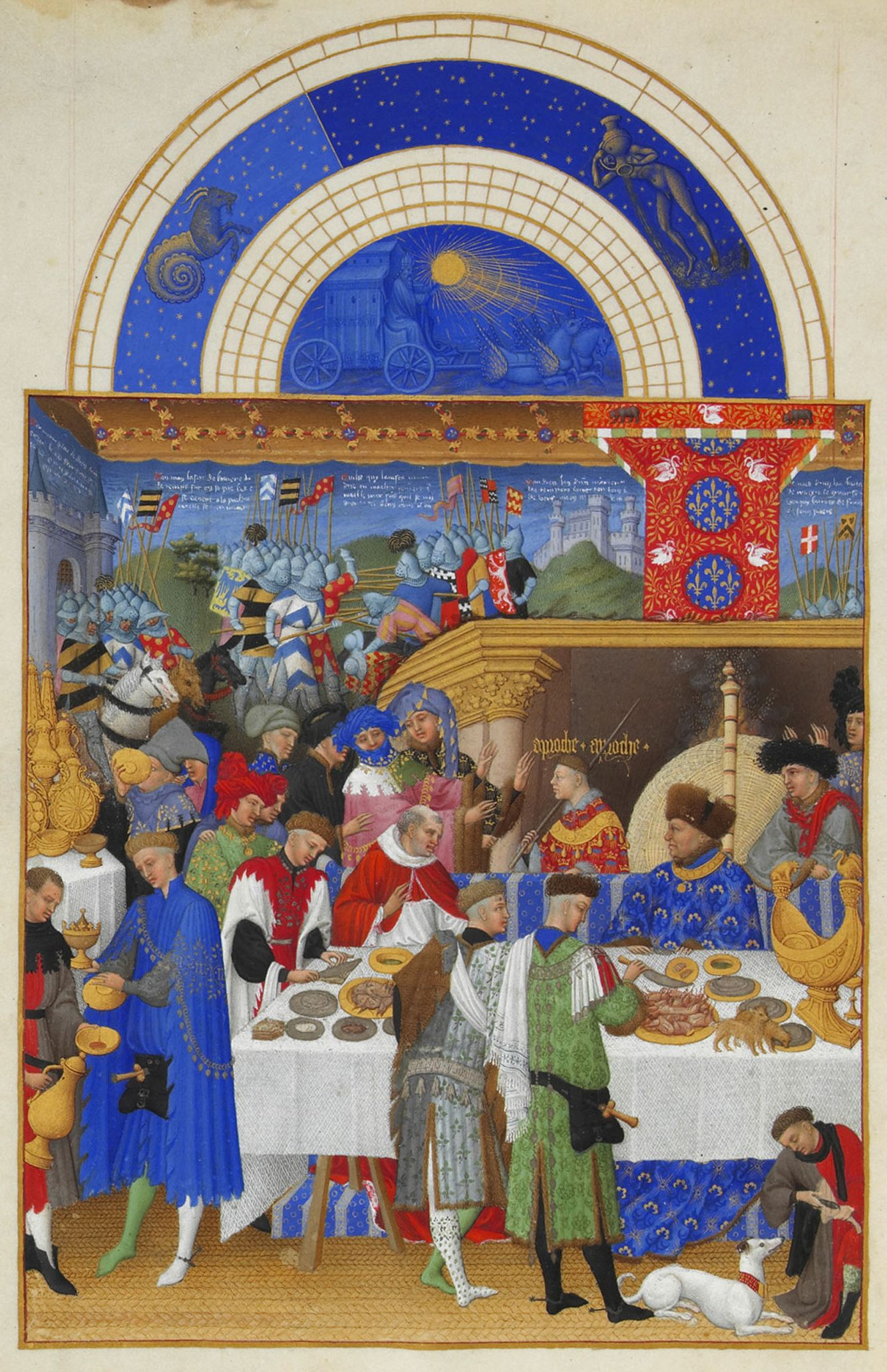
Gennaio

Il mese di Gennaio, ambientato all'interno di un castello del duca, raffigura il giorno in cui era consuetudine scambiarsi doni. Jean de Berry, con indosso un brillante abito blu impreziosito da damascature dorate, siede alla sua ricca mensa splendidamente fornita, sulla quale due piccoli cani vagano liberamente. All'estrema destra della tavola è raffigurata una grande saliera in oro a forma di nave, menzionata negli inventari di corte come “le salière du pavillon”.
Dietro il duca, in un camino monumentale, s'intravede la fiamma del fuoco e, sopra tale camino, uno stendardo di seta rossa reca i motivi araldici del duca: fiordalisi dorati, racchiusi in tondi blu e circondati da cigni ed orsi, che stanno a simboleggiare l'amore del duca per una certa donna di nome Orsina. Nell'ampio arazzo oltre il camino sono raffigurati eserciti di cavalieri che sopraggiungono da un castello fortificato per attaccare il nemico; le poche parole decifrabili dai versi scritti nella parte superiore dell'arazzo sembrano indicare una rappresentazione della guerra di Troia come veniva immaginata nella Francia medioevale.
I numerosi giovani che s'assembrano attorno al duca potrebbero essere membri della sua famiglia o principi del suo seguito, mentre il prelato canuto ed abbigliato di rosso, che s'accinge a sedersi accanto al duca ringraziandolo di tale onore, è probabilmente un suo caro conoscente, identificabile nel vescovo di Chartres, il quale nei suoi libri scrisse dell'amicizia che lo legava al duca. Alle spalle del prelato alcuni nobili distendono le mani verso il calore del fuoco, mentre il dignitario di corte li esorta ripetendo «approche approche» [avvicinatevi, avvicinatevi], come indica la scritta sopra la sua testa. Seguono poi altre figure, tra cui un uomo, nel gruppo centrale, il cui berretto si ripiega sull'orecchio destro. Paul Durrieu ha ipotizzato che quello potesse essere un autoritratto di Pol Limbourg, ipotesi che è resa peraltro più accettabile se si pensa che lo stesso ritratto compare in altri due libri d'ore miniati dai Limbourg: Les petites Heures (Parigi, Biblioteca nazionale di Francia) e Les belles Heures (New York, Metropolitan Museum, Cloisters Museums). Tale ipotesi potrebbe essere ulteriormente confermata identificando la donna a sinistra, seminascosta dal cappuccio dell'uomo che beve avidamente da una tazza, con la moglie di Pol, Gillette le Mercier, figlia di un cittadino di Bourges. I due giovani di spalle in primo piano (un pittore e uno scultore) che si servono dalla tavola imbandita completano questa vivace miniatura che ha il valore di un documento storico per la precisione con cui ricrea fedelmente il fasto degli abiti e della mensa, e le usanze, famigliari e raffinate insieme, della vita quotidiana alla corte di Jean de Berry.

### Febbraio

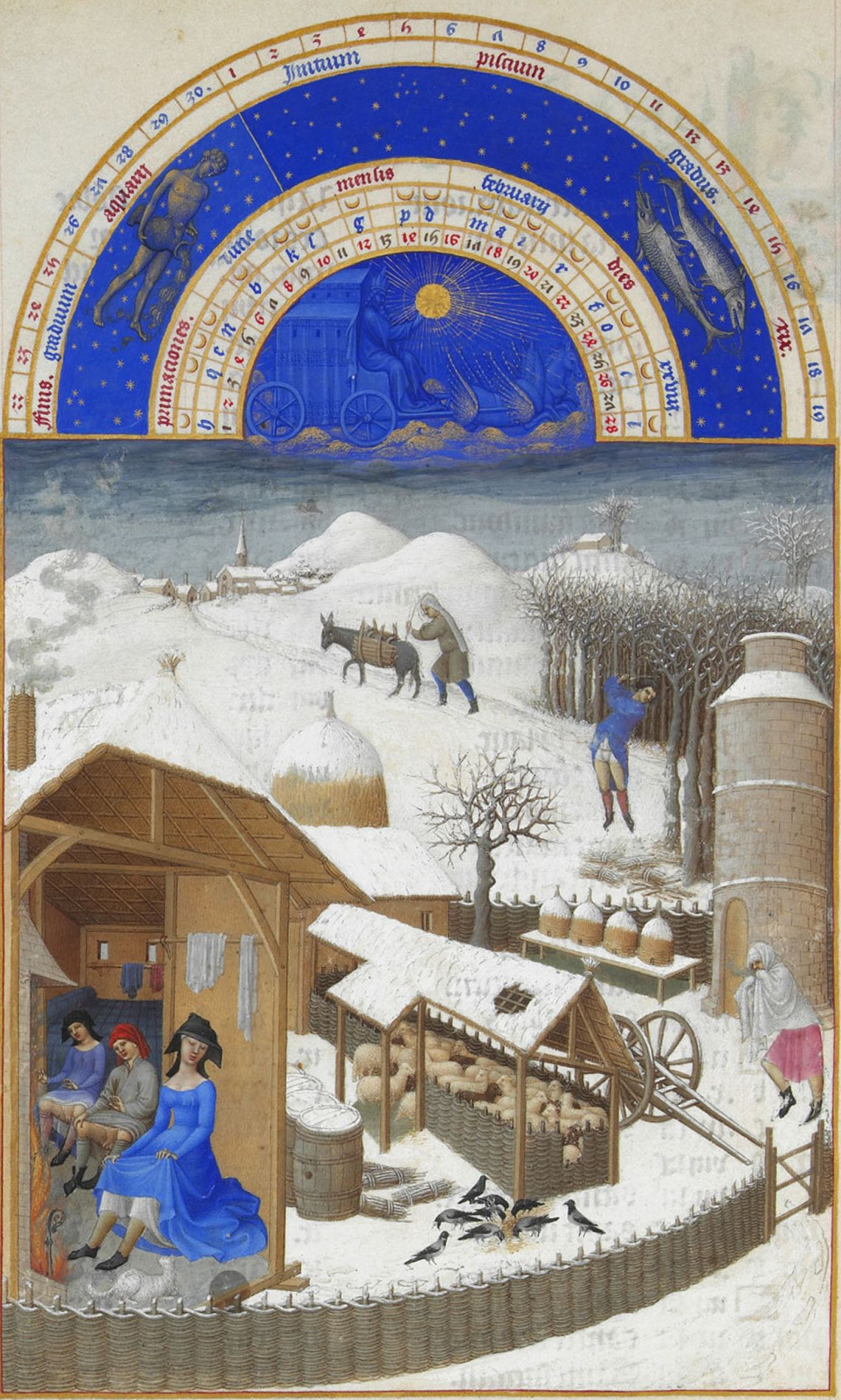
Febbraio

Per la raffigurazione di Febbraio, i fratelli Limbourg scelsero una scena di inverno contadino, immortalando a perfezione un giorno tipico di clima rigido. Da un cielo cupo e coperto di nubi la pallida luce del sole cade sulla vasta campagna interamente imbiancata dalla neve. In lontananza, sorge fra due colline un paese, verso il quale s'avvia un contadino portando con sé il mulo carico delle merci che intende vendere al mercato. Frattanto, nelle vicinanze del bosco ormai spoglio, un giovane taglia i rami degli alberi e, presso il granaio, una figura infreddolita si copre con un mantello di lana affrettandosi nel tornare a casa.
In primo piano è rappresentato un podere recintato, nel quale ogni singolo elemento è definito con meticolosa minuzia, dalla piccionaia ai barili, dall'ovile al granaio. All'interno della capanna in legno sulla sinistra, due contadini poco pudicamente si riscaldano col fuoco che arde nel camino (scoprendo le pudenda), mentre la padrona di casa, in postura più dignitosa ed elegantemente involta nel suo ampio abito blu, sosta sulla soglia ed osserva, con espressione sonnacchiosa, il piccolo cane bianco ai suoi piedi. I panni bagnati sono stesi ad asciugare su alcuni assi della casa, mentre il fumo grigio s'arriccia uscendo dal comignolo e, dissolvendosi pian piano, si disperde nel cielo plumbeo.
Il rigore dell'inverno è sottolineato ulteriormente dagli uccelli accalcati vicino all'ovile che beccano il mangime sparso sulla neve, unico alimento che sarebbe impossibile trovare altrove. Ogni particolare di questa splendida miniatura è reso con cura magistrale, a dimostrazione di quanto fosse istintiva e profonda l'osservazione dal vero operata dai tre artisti.

### Marzo

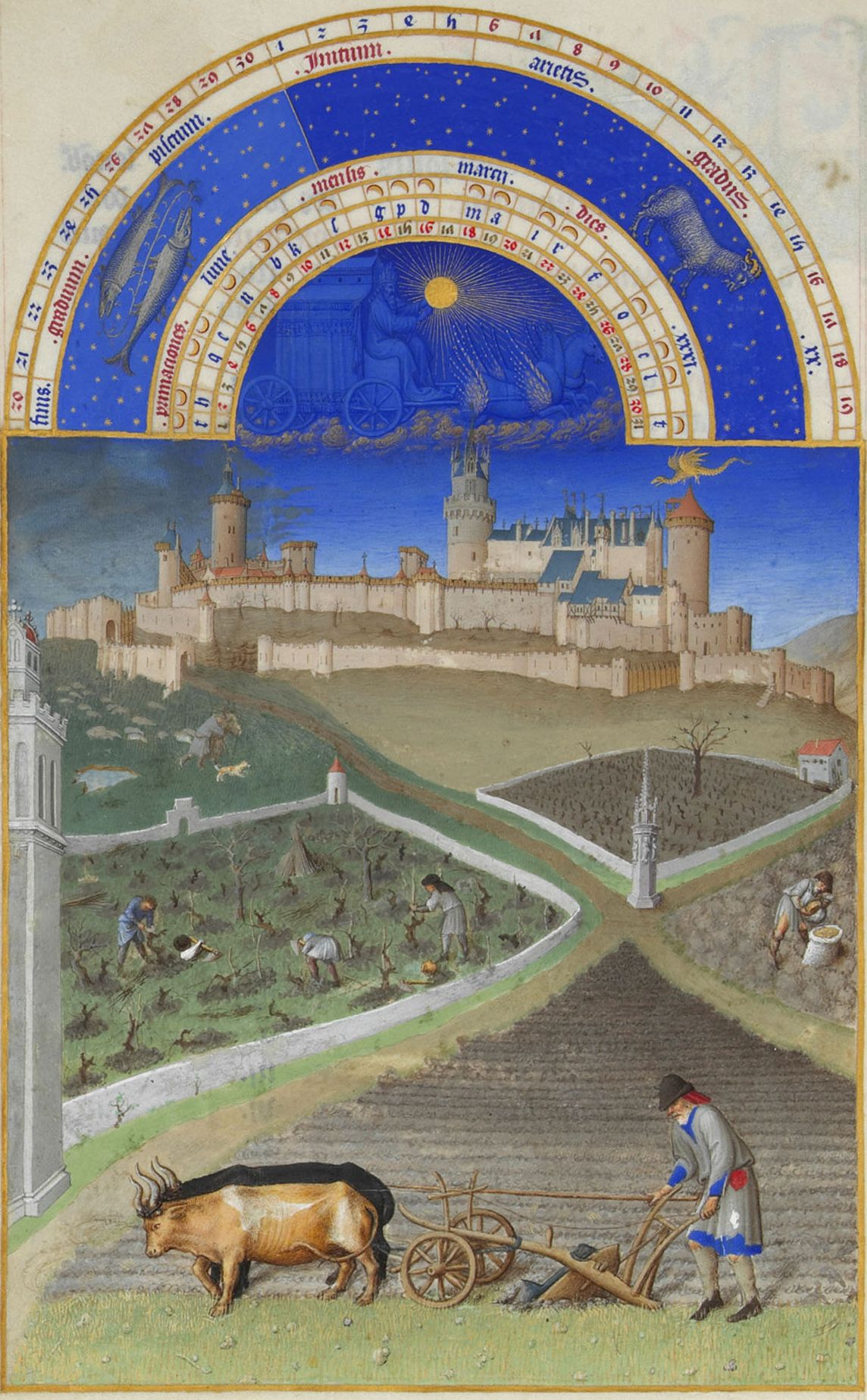
Marzo

Il mese di Marzo è dominato nella lunetta da una veduta dello Château de Lusignan, una delle residenze del duca di Berry. Più in basso si vedono dei contadini e pastori dediti alle attività tipiche del mese: l'aratura, in primo piano, la potatura e la concimazione delle viti, la semina dei cereali. La scena è dominata dalle tinte cupe dell'inverno, con la natura in riposo. Tra i vari dettagli curiosi, un dragone dorato vola in cielo vicino a una torre del castello.

### Aprile

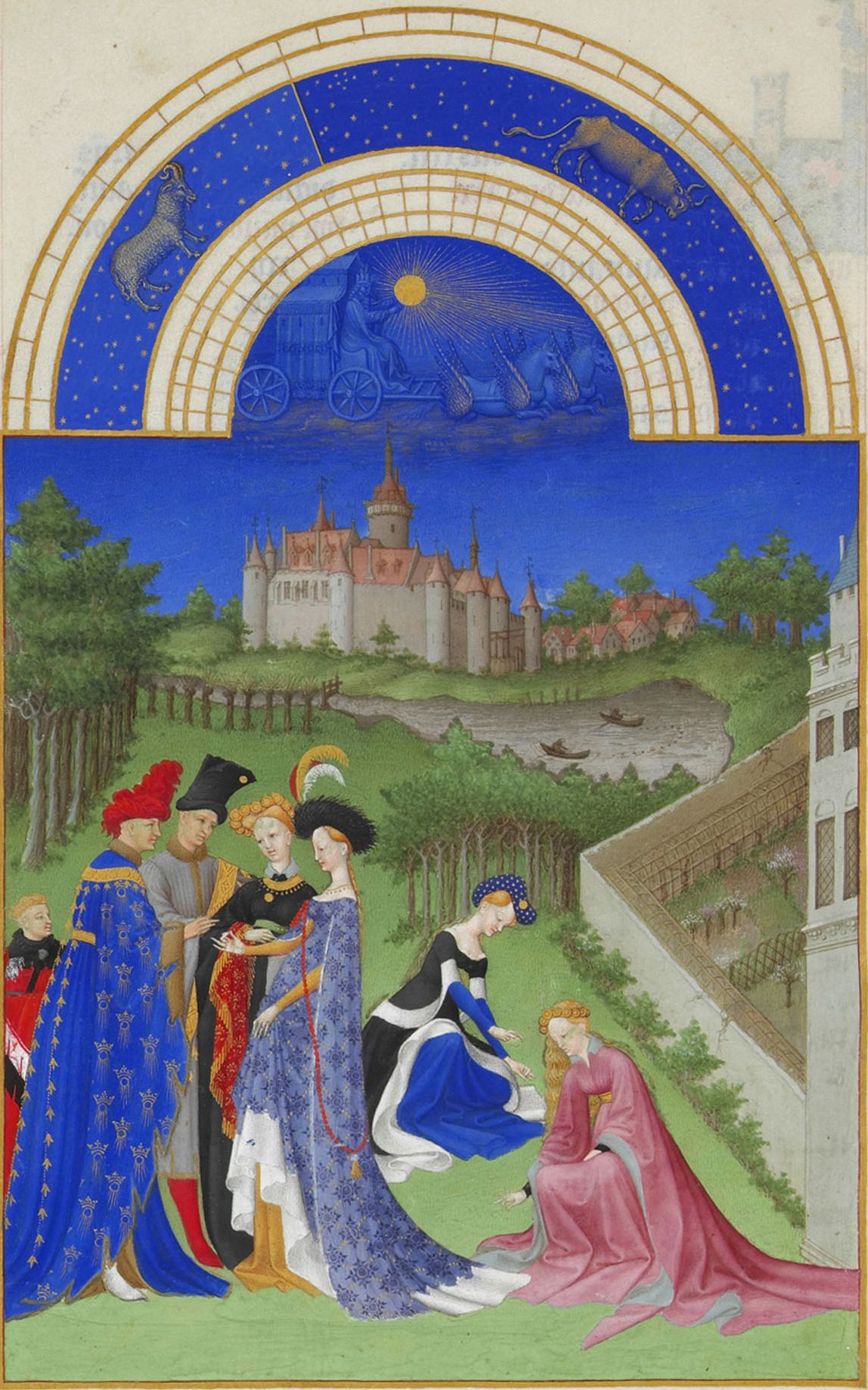
Aprile

Il tema del mese di Aprile è quello del fidanzamento, con un gruppo di aristocratici tra i quali si riconosce una coppia intenta a scambiarsi gli anelli. Il tema amoroso si addice bene al mese primaverile, con gli alberi in germoglio sullo sfondo. A destra viene mostrato un angolo di un giardino murato, dove le piante seminate stanno iniziando a crescere, mentre più in alto si vede un laghetto con una chiusa, all'interno del quale due barchette di pescatore stanno tendendo una rete. Il castello che sovrasta la scena è lo Château de Dourdan.

### Maggio

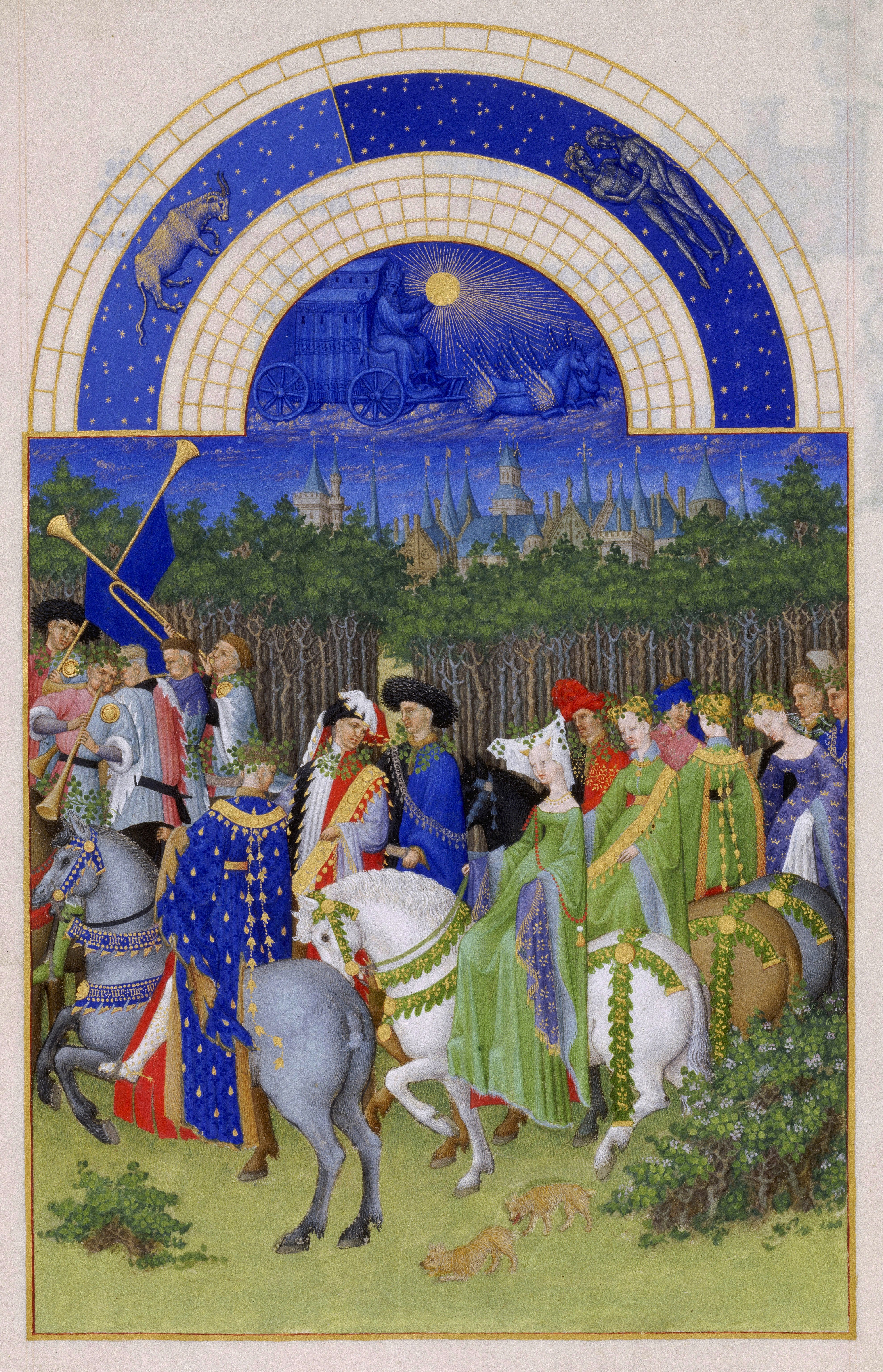
Maggio

In Maggio viene mostrata una processione di giovani nobili a cavallo. Essi indossano corone di foglie e fiori e sono accompagnati dagli araldi e da due cagnolini, visibili in basso. Oltre una cortina d'alberi si staglia un profilo di Parigi con l'antico Palais de la Cité, che fu sino al 1417 la dimora reale di Parigi, sede dell'amministrazione giudiziaria e finanziaria. La precisa resa prospettica delle architetture del castello rivela che i Limbourg le ebbero riprese dal vero ed esattamente dall'Hôtel de Nesle.

### Giugno

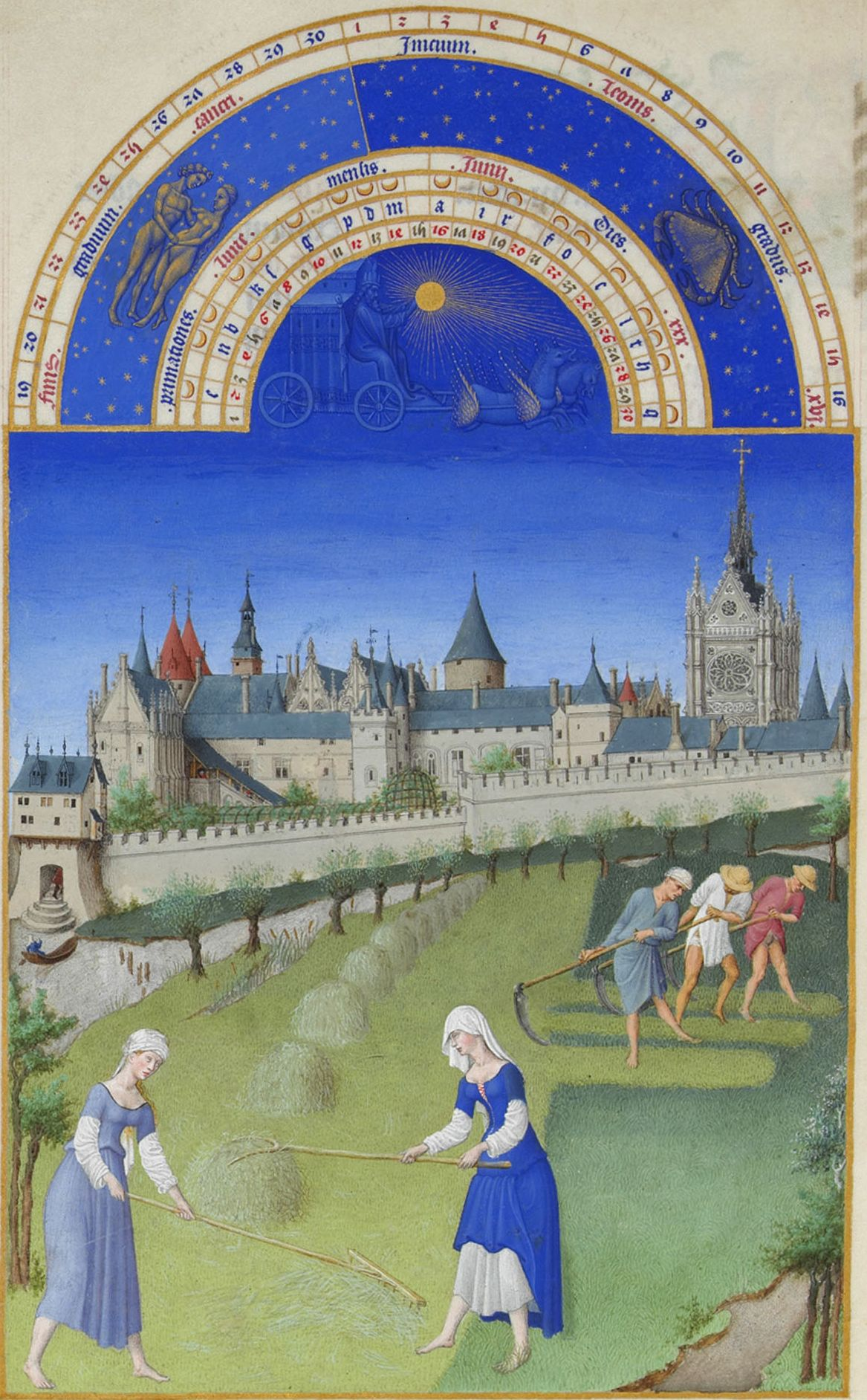
Giugno

Per il mese di Giugno è raffigurata la fienagione.
Come nella precedente miniatura si scorge sullo sfondo una veduta di Parigi, questa volta inquadrante l'Hôtel de Nesle, residenza parigina del duca di Berry. Da sinistra verso destra sono ben distinguibili la 'Salle sur l'eau', le tre torri Bombec, d'Argent e de César, la tour de l'Horloge, i due pinnacoli della 'Grande salle' dietro la galleria di Saint-Louis, gli appartamenti reali, la tour Montmorency e, infine, la Sainte-Chapelle.
In primo piano è raffigurata una scena di fienagione, attività tipica del mese, che cinque contadini svolgono in una vasta prateria sulla riva destra della Senna, ove ora sorge il palazzo dell'Institut de France, e più precisamente la Bibliothèque Mazarine. Sulla destra, tre uomini abbigliati in abiti leggeri e discinti che denotano la venuta del caldo estivo, falciano l'erba che le due donne in basso rastrellano e accumulano in mucchi regolari. Da notare il colore dell'erba tagliata che inizia a cambiare rispetto a quella viva. Questa ed altre miniature delle Très riches heures dimostrano come, col gotico internazionale, si inizi a restituire ai contadini parte della loro dignità, che era andata via via perdendosi attraverso gli anni. Non sono più disprezzati e considerati dai nobili quasi come animali selvaggi, e ne è una conferma la raffinata trasposizione pittorica dei Limbourg che, pur conservando la rusticità e la schiettezza propria del soggetto, ne esalta altresì l'umanità ed il decoro formale. Ancora una volta, la delicatezza nel trattare le forme e la flessuosità delle pose sono segni distintivi della miscela di realismo e idealizzazione che caratterizza l'intera attività dei fratelli.
È inoltre straordinaria la premurosa minuzia con cui sono stati introdotti nella miniatura (che misura, come le altre, soltanto 14x22 cm) particolari che è possibile scorgere solo con uno sguardo più accorto, se non addirittura con l'ausilio di una lente d'ingrandimento: ne sono un esempio, all'estrema sinistra, le figure microscopiche che accedono alle scale della 'Salle sul l'eau' e che ricompaiono, al centro dell'illustrazione, sotto la tettoia delle scale che conducono al giardino interno del castello.
È stato supposto che questa miniatura non sia autografa dei fratelli Limbourg, ma che sia stata realizzata attorno al 1440 da un artista alla corte di Carlo VII di Francia.

### Luglio

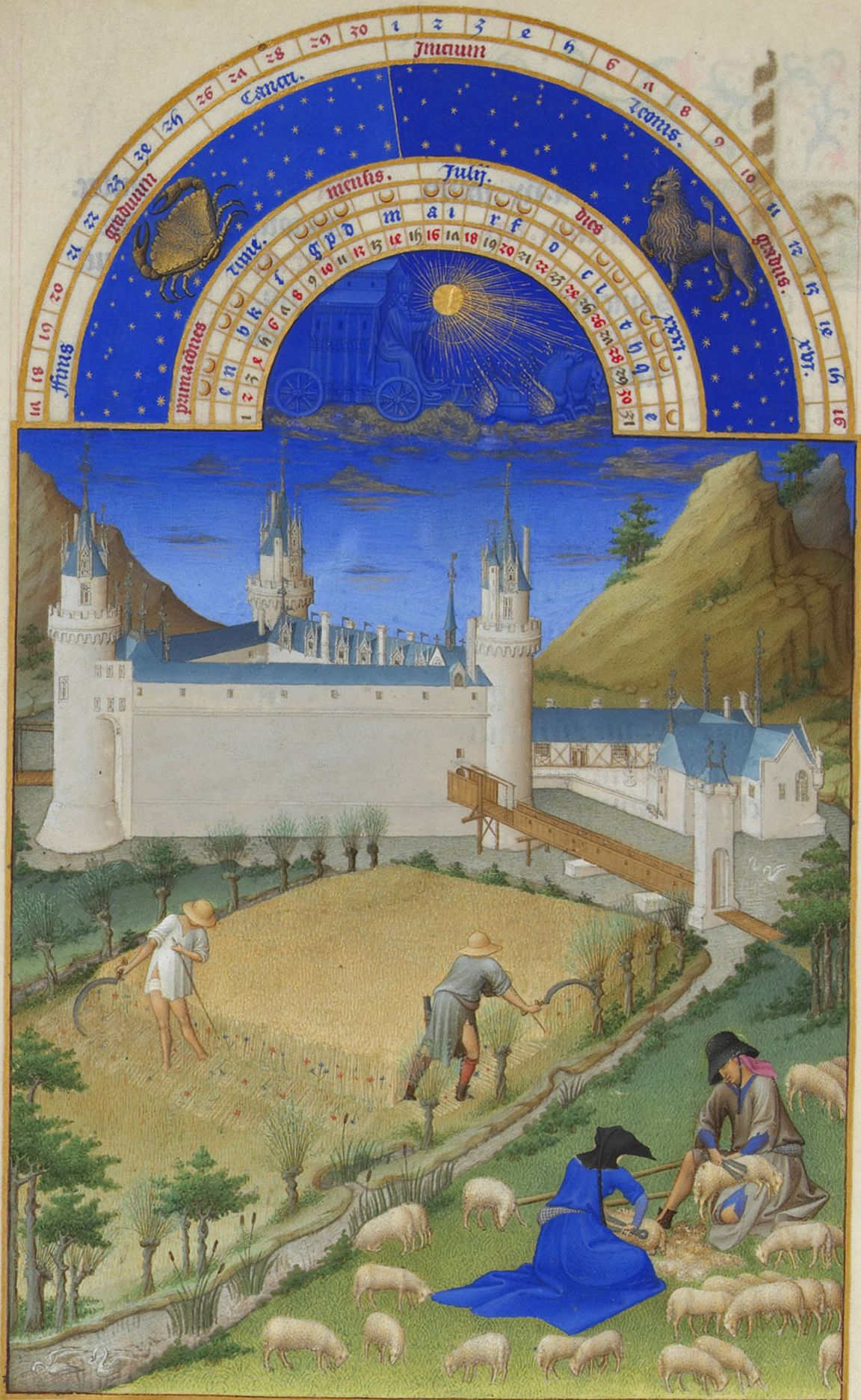
Luglio

Il mese di Luglio presenta le scene della tosatura delle pecore e della mietitura del grano, sullo sfondo dello Château de Clain, vicino a Poitiers.
Sul prato in basso a destra, in primo piano, una donna in blu, ripresa di spalle, ed un uomo inginocchiato compiono la tosa con energia e vigore. L'uomo, più deciso e risoluto nei gesti, pare istruire la donna su come meglio svolgere il lavoro. Più in fondo, su un isolotto delimitato per entrambi i lati da corsi d'acqua e file d'alberi, due uomini sono rappresentati nell'atto di mietere un campo di grano recando una verga per stendere le spighe nella mano sinistra ed un falcetto nell'altra. Per aspetto e atteggiamento, l'agricoltore di sinistra è strettamente assimilabile ad uno dei tre contadini della miniatura di giugno.
Il castello triangolare dai tetti di ardesia blu che si staglia nella parte superiore della miniatura è l'ormai distrutto Château de Poitiers, che sorgeva sul fiume Clain e al quale, da quanto si riesce a dedurre dalla miniatura, si accedeva per mezzo di un ponte levatoio ed una lunga passerella di legno. Era stato fatto costruire nell'ultima metà del XIV secolo dal duca di Berry che vi soggiornò fino alla morte nel 1416, quando cadde nelle mani del duca di Turenna e, ancora, il 17 maggio 1417, in quelle di Carlo di Francia, futuro re Carlo VII, che, divenendo proprietario del castello, s'impossessò di Poiters per farne una delle sue capitali. Sulla destra della fortezza, al tempo dell'esecuzione del codice, sorgeva un agglomerato di costruzioni, tra cui una cappella, anch'esso posto sull'acqua. In contrasto con il minuzioso realismo del castello e degli edifici adiacenti, il paesaggio montuoso sullo sfondo appare come un fantasioso inserimento puramente convenzionale, di cui esempi strettamente affini sono individuabili in molte altre carte delle Très riches heures.
In questa miniatura ogni particolare ― i giunchi e i cigni nel fiume, gli arbusti che delimitano l'isolotto in cui si svolge la mietitura, i papaveri e i fiordalisi che compaiono tra le spighe di grano, la vegetazione sulle montagne retrostanti ― concorre a creare un'opera che, pur non essendo stata realizzata con eccelse tecniche prospettiche e proporzionali, esalta la visione d'insieme quasi come se lo spettatore assistesse alla vista di un vero panorama e ne potesse captare l'atmosfera.
Si è ipotizzato che questa miniatura possa essere stata realizzata dallo stesso artista del mese di giugno, nonostante lo stile sia assai vicino a quello dei Limbourg.

### Agosto

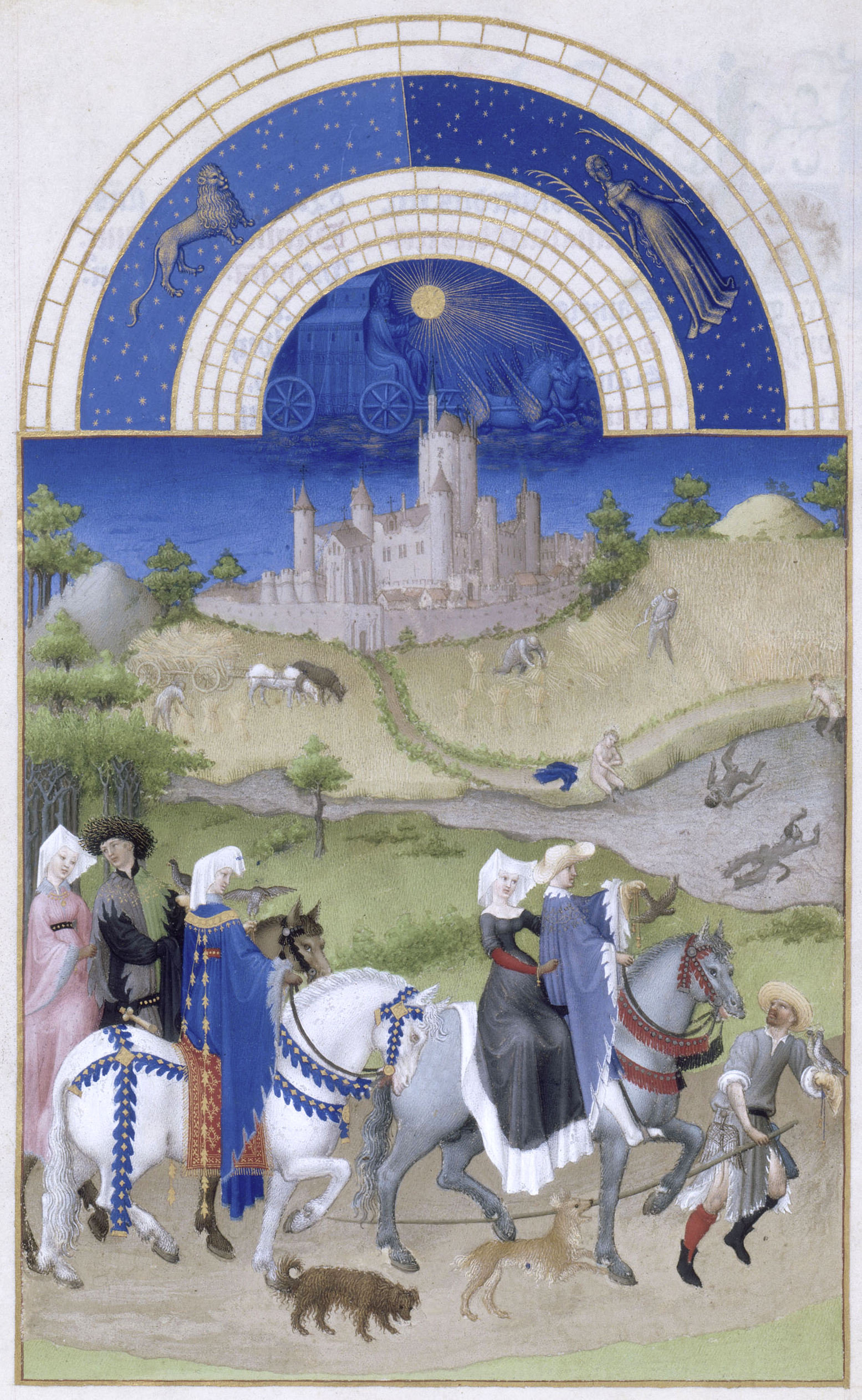
Agosto

Per il mese di Agosto venne scelto il tema della falconeria e lo Château d'Étampes.
Nella miniatura in questione è raffigurata la partenza per la caccia, soggetto prima di allora mai affrontato in un libro d'ore in quanto il mese di agosto era stato sempre tradizionalmente descritto con la trebbiatura del frumento, che qui è solo accennata in secondo piano. La volontà di cambiare l'iconografia del mese va ascritta senza dubbio al duca di Berry.
La caccia col falcone era simbolo di potere e ricchezza e pertanto già da allora veniva valutata come uno degli svaghi più prestigiosi della corte aristocratica medievale. Il falcone, che fu per la nobiltà del tempo un simbolo di buona educazione, cortesia e rapporti pacifici, destava grande fascino in ragione del suo coraggio e della sua bellezza: non a caso, si era soliti offrire falconi in segno d'amicizia o amore, o ancora come premi di un torneo o di una scommessa. Per quanto riguarda il cavallo, anch'esso divenuto nel Medioevo un emblema di grande carisma per tutta la nobiltà, era identificatore sia della condizione sociale che morale e materiale di chi lo possedeva.
La postura e le espressioni dei personaggi a cavallo, pur mantenendo una certa rigidità propria della loro condizione aristocratica, sono molteplici e caratteristiche: la prima dama da destra, si regge timorosa al suo compagno, un'altra dama stende disinvoltamente le redini, una coppia dialoga amabilmente. Ma ancor più libero e spontaneo si rivela l'atteggiamento del modesto falconiere in testa al corteo, che si volta verso il primo cavaliere in attesa di ricevere ordini. Elaborati dettagli del virtuosismo grafico dei Limbourg si possono ravvisare nelle bardature dei cavalli e nelle rifiniture dei sontuosi abiti dei nobili. Attorno al corteo, corrono alcuni cani addestrati nell'uccidere e riportare la cacciagione.
L'accurata modellazione dei corpi dei cavalli e dei cani è il frutto di un approccio già diverso alla natura, un metodo che cerca il realismo non solo nella raffigurazione della figura umana ma anche in quella degli animali. Studi approfonditi sull'anatomia animale erano stati compiuti prima di allora già nelle miniature di artisti lombardi tra cui Giovannino de' Grassi, dalle quali i Limbourg presero sicuramente spunto per quanto concerne gli aspetti principali, per poi raffinarli attraverso la sofisticata delicatezza del loro stile.
In secondo piano, degli uomini nudi fanno il bagno nel fiume Juine nel tentativo di calmare la calura estiva, mentre altri due contadini nel campo retrostante terminano di raccogliere le messi in attesa che giunga il carro destinato a ritirarle.
In lontananza, si leva le Château d'Etampes, che il duca di Berry aveva acquisito nel 1400 insieme alla contea circostante. Dietro le mura fortificate, si distinguono le varie torri, la grande cappella, la segreta quadrangolare e, al centro, la torre Guinette. Quest'ultima è tutt'oggi parzialmente esistente tra le rovine del castello. Gli inventari redatti alla morte del duca parlano del piacere che ebbe nel soggiornare in questi luoghi.

### Settembre

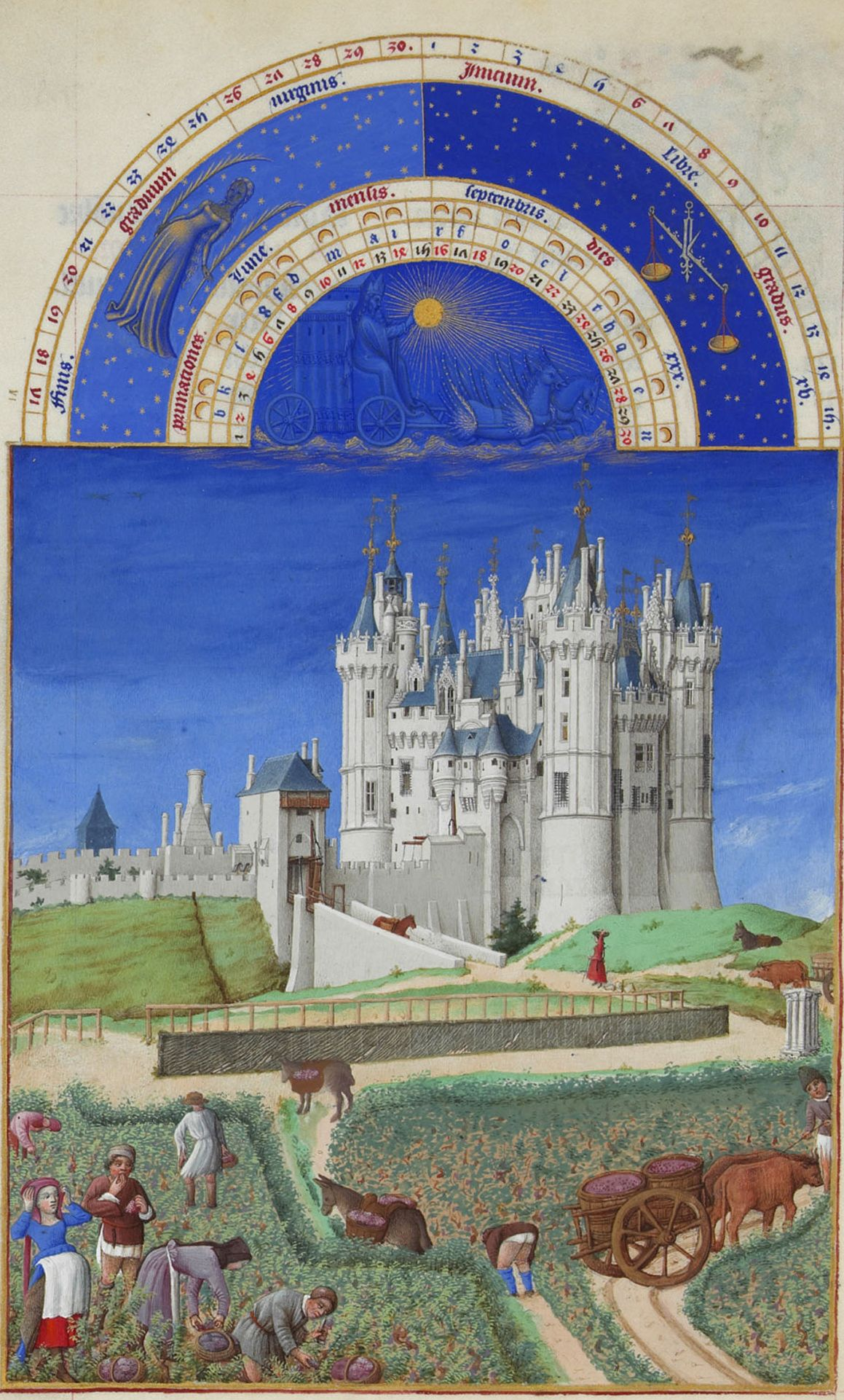
Settembre

Il mese di Settembre mostra la vendemmia all'ombra dello Château de Saumur.
I contadini in primo piano sono intenti a cogliere l'uva, che viene poi messa in gerle che sono trasportate sui carri o dalle some degli asini. Anche qui si notano varie scenette di genere, che impreziosiscono e movimentano la rappresentazione: la donna incinta, il contadino che mangia l'uva di nascosto, un altro che si abbassa e mostra le gambe per la veste troppo corta.
Il fiabesco castello sullo sfondo è dipinto con attenzione alla verticalità di tutte le sue torri, etorrette, guglie, camini e pinnacoli. Si vede bene la chiusa del ponte e una donna, con un cesto di merci sulla testa, si appresta a entrarvi.

### Ottobre

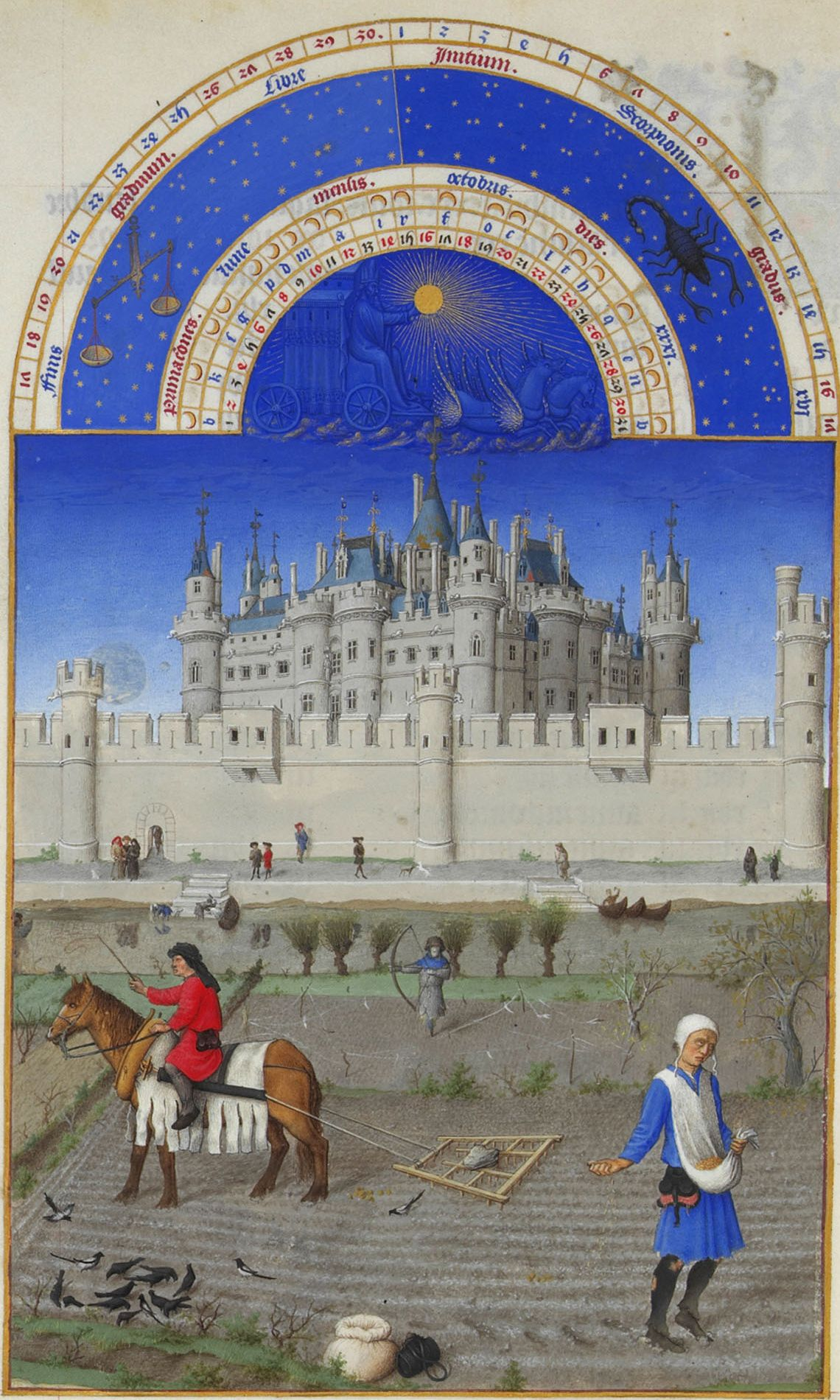
Ottobre

Nella miniatura di Ottobre si vede la semina dei campi in primo piano, sullo sfondo del gigantesco Louvre. Si tratta di una delle miniature più famose della serie per l'impressionante spazialità data dalla mole del castello in alto, ma anche per la precisa documentazione del lavoro nei campi: dall'uomo a cavallo che fa i solchi passando lo strumento apposito appensantito da una pietra, all'uomo che sparge le sementi (che vengono prontamente beccate da un gruppo di uccelli a sinistra), fino al campo già lavorato, dove si trovano uno spaventapasseri e altri teli stesi per allontanare i volatili.
A metà della scena è raffigurata la Senna, con vari passanti e barchette attraccate.

### Novembre

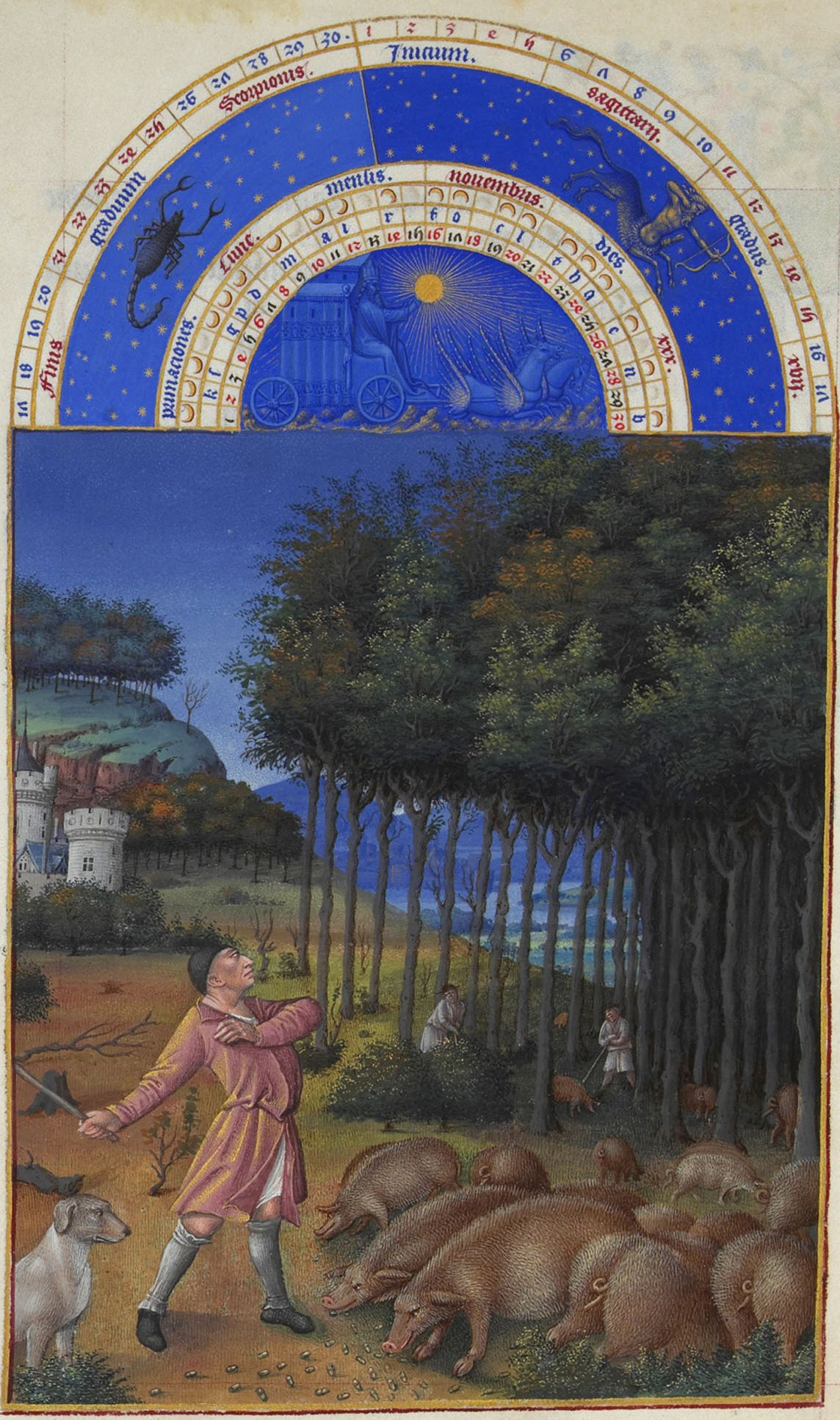
Novembre

Nel mese di Novembre si vede la scena della raccolta delle ghiande e dei maiali che se ne cibano.

### Dicembre

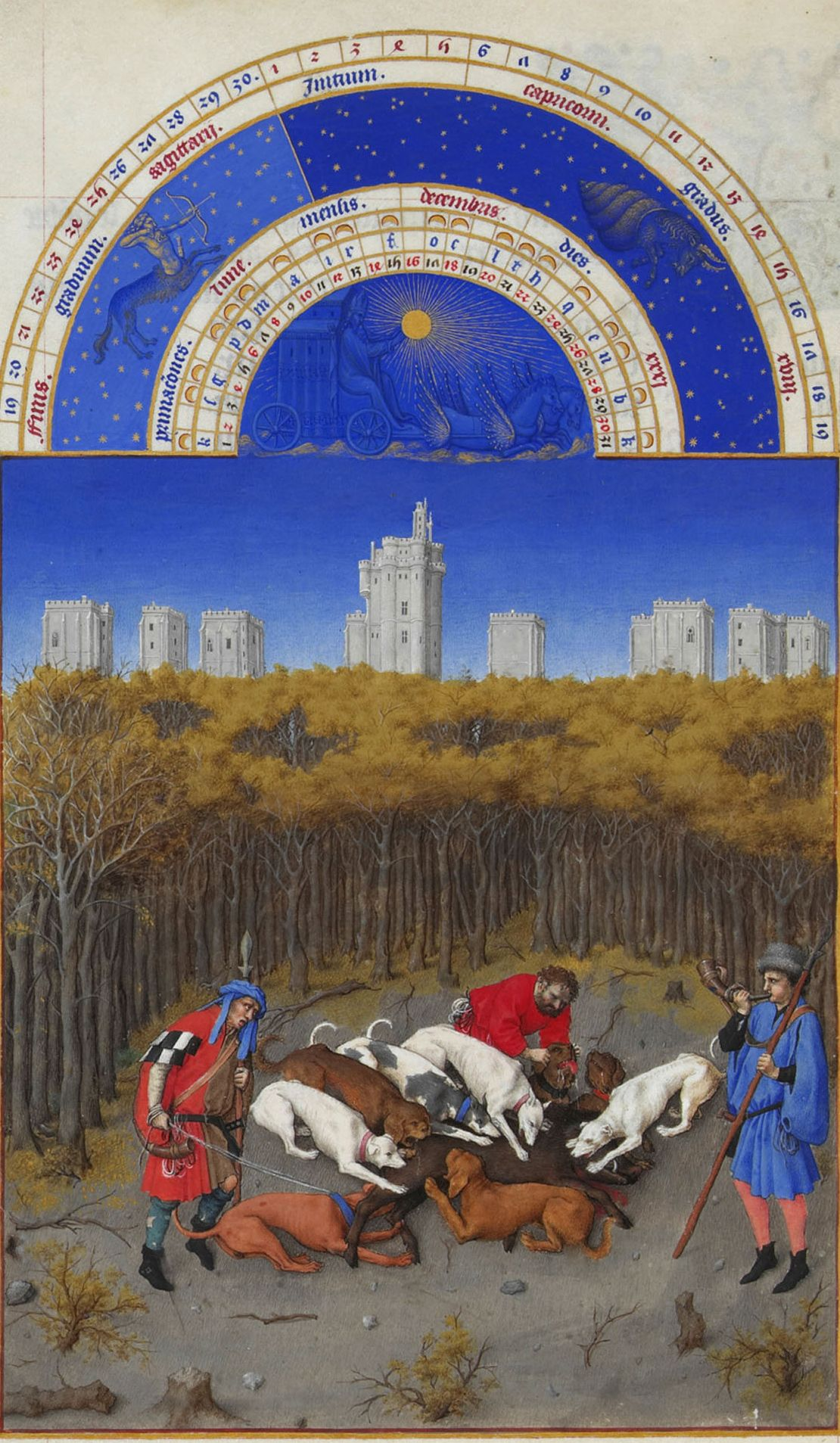
Dicembre

Dicembre mostra la caccia del cinghiale selvatico con i cani. Sullo sfondo si vedono i torrioni del Castello di Vincennes.